# Рачков, Валерий Александрович
Вале́рий Алекса́ндрович Рачко́в (24 апреля 1956, Алма-Ата) — советский боксёр первой средней весовой категории, выступал за сборную СССР во второй половине 1970-х годов. Чемпион мира, трёхкратный чемпион национального первенства, участник летних Олимпийских игр в Монреале, заслуженный мастер спорта. Также известен как тренер, был скаутом юниорской сборной Советского Союза, подготовил многих известных боксёров. В настоящее время занимается бизнесом, вице-президент Фонда ветеранов бокса России.

## Биография
Валерий Рачков родился 24 апреля 1956 года в Алма-Ате, Казахская ССР, воспитывался в детском доме — его отца с матерью лишили родительских прав. Активно заниматься боксом начал в возрасте двенадцати лет, в местной секции спортивного общества «Динамо» тренировался под руководством Станислава Болдырева, который оставался его тренером на протяжении всей карьеры. Первого серьёзного успеха добился в 1973 году, одержав победу на Всесоюзных молодёжных играх. Три года спустя стал чемпионом СССР по боксу во втором полусреднем весе и благодаря череде удачных выступлений удостоился права защищать честь страны на летних Олимпийских играх 1976 года в Монреале, одолел двоих соперников, но в третьем своём матче единогласным решением судей проиграл немцу Йохену Бахфельду, который в итоге и стал чемпионом.
В течение двух последующих лет Рачков не потерпел ни одного поражения, неизменно оставался чемпионом национального первенства, в 1978 году выиграл чемпионат мира в Белграде, где в четвертьфинале взял реванш у Бахфельда, а в решающем поединке переиграл югослава Миодрага Перуновича — четверо из пяти судей отдали победу советскому боксёру. За это достижение получил от федерации бокса звания «Заслуженный мастер спорта» и «Выдающийся боксёр». Тем не менее, в дальнейшем успехи Рачкова пошли на спад, в 1979 году на первенстве СССР он не сумел победить в финальном матче, а в 1980-м вынужден был довольствоваться бронзовой наградой. Как результат, на домашней Олимпиаде в Москве вместо него выступал Исраел Акопкохян, перешедший из весовой категории до 63,5 кг. Рачкова лишили стипендии, поэтому в 24-летнем возрасте ему пришлось покинуть ринг — всего в любительском боксе он провёл 213 боёв, из них 190 окончил победой.
После завершения спортивной карьеры Валерий Рачков четыре года работал детским тренером в Алма-Ате, затем переехал с семьёй в Москву, где в период 1984—1987 готовил молодых боксёров московского «Динамо», участвовал в боксёрских матчах в качестве рефери, признан АИБА судьёй международной категории. Позже был назначен на должность тренера юношеской сборной СССР, ездил по всей стране с поисках талантов, в том числе дал дорогу в большой спорт таким выдающимся мастерам как Александр Лебзяк, Раимкуль Малахбеков, Василий Жиров. После распада Советского Союза в 1992 году получил предложение возглавить сборную Индонезии, проработал там около года. В 1994 году вернулся в Россию и вложил все накопленные средства в создание строительной компании, которая оказалась прибыльной и действует по сей день. Одновременно с коммерческой деятельностью Рачков регулярно участвует в благотворительных мероприятиях, занимает пост вице-президента Фонда ветеранов бокса России. Его старший сын Константин является довольно известным регбистом, выступал за многие французские клубы, представлял сборные Казахстана и России.